# Daniele Mazzone
Daniele Mazzone (Chieri, 4 giugno 1992) è un pallavolista italiano, centrale del Cisterna.

## Carriera

### Club
La carriera di Daniele Mazzone inizia nel 2007 nel Torino, in Serie D, mentre nella stagione 2008-09 passa alla Piemonte di Cuneo, giocando però nella squadra che disputa il campionato di Serie B2. Nella stagione 2009-10 entra a far parte del progetto federale del Club Italia dove resta per tre annate, partecipando prima al campionato di Serie B2 e poi, dalla stagione 2010-11, a quello di Serie A2, facendo quindi il suo esordio nella pallavolo professionistica.
Nella stagione 2012-13 veste la maglia dell'Argos di Sora, sempre in serie cadetta. Nella stagione successiva viene ingaggiato dal Molfetta, in Serie A1, per poi passare in quella 2014-15 al Città di Castello. Nella stagione 2015-16 difende i colori della Trentino, dove resta per due annate. Passa poi, nella stagione 2017-18, al Modena, sempre in Superlega, con cui conquista una Supercoppa italiana. Dopo cinque annate con gli emiliani, nel campionato 2022-23 si trasferisce all'Emma Villas, mentre nella stagione successiva firma per il Cisterna, ancora in Superlega.

### Nazionale
Fa parte sia della nazionale under 19, di quella under 20 che di quella under 21.
Riceve le prime convocazioni in nazionale maggiore a partire dal 2011, vincendo in seguito la medaglia d'oro ai XVII Giochi del Mediterraneo, quella di bronzo alla World League, quella d'argento al campionato europeo 2013 e un altro argento alla Grand Champions Cup 2017.

## Palmarès

### Club
- Supercoppa italiana: 1

2018

### Nazionale (competizioni minori)
- Giochi del Mediterraneo 2013